# テレーゼ・グロープ
テレーゼ・グロープ（Therese Grob 1798年11月16日 - 1875年3月17日）は、オーストリアのソプラノ歌手。作曲家フランツ・シューベルトの初恋の相手である。シューベルトの友人のアンゼルム・ヒュッテンブレンナーは、シューベルトの死から26年経って彼との会話を思い返し、彼がこう述べたと伝える。「私はある人を心の底から愛していて、彼女も私を愛してくれていた（中略）。3年間、彼女は私が彼女と結婚することを望んでいた。しかし私は我々2人が暮らしていけるような職を見つけることが出来なかったのだ。」

## 生涯
テレーゼはオーストリア大公国のウィーン、リヒテンタールにて、ハインリヒ・グロープとテレジア・メンナー（1826年8月22日没）の間に生まれた。きょうだいにはテレーゼより2歳年少の弟のハインリヒ（1800年-1855年）がいた。父が1804年4月6日に他界、未亡人となった母は夫が立ち上げたシルク織の小さなビジネスの経営を続けた。建物はシューベルトの家の目と鼻の先に位置していた。テレーゼは魅力的なソプラノの声を持っており、弟のハインリヒにはピアニスト、ヴァイオリニストとしての才能があった。両家は音楽作りを通じて親交を深めていったのである。
テレーゼはリヒテンタール教区教会で歌を披露しており、そこにはシューベルトが子どもの頃から参加していた。教会の100周年の祝賀のため、若きシューベルトは1814年7月に最初のミサ曲であるミサ曲第1番を書き上げた。初演ではテレーゼがソプラノソロを歌い、シューベルトは自らタクトを握った。シューベルトはテレーゼの弟のハインリヒのために歌曲アルバムを編んでやり、その最後のものには1816年の日付が入っている。
クレメンス・フォン・メッテルニヒが施行した婚姻同意法では、家族を扶養する能力が証明できない場合、シューベルトの属した社会階層の男子が結婚することは明確に禁じられていた。シューベルトが1816年4月にライバッハ（現在のスロベニアのリュブリャナ）の教員養成校の講師の職へ応募したのは、財政基盤を安定させてテレーゼとの結婚を可能にしたいという意識に触発されてのものだった可能性がある。しかし、彼は最終的に不合格となった。
1820年11月21日、テレーゼはパン屋のヨハン・ベルクマン（1797年6月24日-1875年）と結婚した。2人は4人の子どもを設けた。テレジア（1821年-1894年）、ヨハン・バプティスト（1822年-1875年）、アマーリア（1824年7月9日-1886年12月24日）、カロリーナ（1828年生）である。シューベルトは生涯独身だった。シューベルトの死から8年が経過した1836年9月14日、シューベルトの兄のイグナーツがテレーゼのおばであるヴィルヘルミーネと結婚している。